# Сербия на зимних Олимпийских играх 2018
Сербия на зимних Олимпийских играх 2018 года была представлена четырьмя спортсменами в двух дисциплинах лыжного спорта.

## Состав сборной
Горнолыжный спорт
1. Марко Вукичевич
2. Марко Стевович
3. Невена Игнятович

 Лыжные гонки
1. Дамир Растич

## Результаты соревнований

### Лыжные виды спорта

#### Горнолыжный спорт
Квалификация спортсменов для участия в Олимпийских играх осуществлялась на основании специального квалификационного рейтинга FIS по состоянию на 21 января 2018 года. При этом НОК для участия в Олимпийских играх мог выбрать только того спортсмена, который вошёл в топ-500 олимпийского рейтинга в своей дисциплине, и при этом имел определённое количество очков, согласно квалификационной таблице. Страны, не имеющие участников в числе 500 сильнейших спортсменов, могли претендовать только на квоты категории «B» в технических дисциплинах. По итогам квалификационного отбора сборная Сербии завоевала две олимпийские лицензии категории «A», а спустя несколько дней, после перераспределения квот отказавшихся стран, получила ещё одну.
Мужчины
| Соревнование      | Спортсмены      | Скоростной спуск/ 1 спуск | Скоростной спуск/ 1 спуск | Слалом/ 2 спуск | Слалом/ 2 спуск | Всего   | Место | Отставание |
| Соревнование      | Спортсмены      | Время                     | Место                     | Время           | Место           | Всего   | Место | Отставание |
| ----------------- | --------------- | ------------------------- | ------------------------- | --------------- | --------------- | ------- | ----- | ---------- |
| скоростной спуск  | Марко Вукичевич | не проводится             | не проводится             | не проводится   | не проводится   | 1:45,36 | 41    | +5,11      |
| скоростной спуск  | Марко Стевович  | не проводится             | не проводится             | не проводится   | не проводится   | 1:49,50 | 51    | +9,25      |
| супергигант       | Марко Стевович  | не проводится             | не проводится             | не проводится   | не проводится   | 1:31,70 | 46    | +7,26      |
| супергигант       | Марко Вукичевич | не проводится             | не проводится             | не проводится   | не проводится   | DNF     | —     | —          |
| комбинация        | Марко Вукичевич | 1:21,31                   | 24                        | 50,43           | 27              | 2:11,74 | 25    | +5,22      |
| комбинация        | Марко Стевович  | 1:24,47                   | 59                        | DSQ             | DSQ             | —       | —     | —          |
| слалом            | Марко Вукичевич | DNF                       | DNF                       | —               | —               | —       | —     | —          |
| слалом            | Марко Стевович  | DNF                       | DNF                       | —               | —               | —       | —     | —          |
| гигантский слалом | Марко Вукичевич | 1:14,64                   | 46                        | 1:16,71         | 48              | 2:31,35 | 41    | +13,31     |
| гигантский слалом | Марко Стевович  | 1:17,42                   | 57                        | 1:15,79         | 42              | 2:33,21 | 45    | +15,17     |

Женщины
| Соревнование      | Спортсмены       | Скоростной спуск/ 1 спуск | Скоростной спуск/ 1 спуск | Слалом/ 2 спуск | Слалом/ 2 спуск | Всего   | Место | Отставание |
| Соревнование      | Спортсмены       | Время                     | Место                     | Время           | Место           | Всего   | Место | Отставание |
| ----------------- | ---------------- | ------------------------- | ------------------------- | --------------- | --------------- | ------- | ----- | ---------- |
| комбинация        | Невена Игнятович | 1:42,88                   | 16                        | 42,23           | 10              | 2:25,11 | 14    | +4,21      |
| слалом            | Невена Игнятович | 52,10                     | 27                        | 51,38           | 26              | 1:43,48 | 26    | +4,85      |
| гигантский слалом | Невена Игнятович | 1:14,41                   | 27                        | 1:10,99         | 25              | 2:25,40 | 26    | +5,38      |

#### Лыжные гонки
Квалификация спортсменов для участия в Олимпийских играх осуществлялась на основании специального квалификационного рейтинга FIS по состоянию на 21 января 2018 года. Для получения олимпийской лицензии категории «A» спортсменам необходимо было набрать максимум 100 очков в дистанционном рейтинге FIS. При этом каждый НОК может заявить на Игры 1 мужчину и 1 женщины, если они выполнили квалификационный критерий «B», по которому они смогут принять участие в спринте и гонках на 10 км для женщин или 15 км для мужчин. По итогам квалификационного отбора сборная Сербии завоевала три олимпийские лицензии, но впоследствии отказалась от двух из них.
Мужчины
Дистанционные гонки
| Соревнование           | Спортсмены   | Результат | Место | Отставание |
| ---------------------- | ------------ | --------- | ----- | ---------- |
| 15 км свободным стилем | Дамир Растич | 37:47,5   | 68    | +4:03,6    |

Спринт
| Соревнование | Спортсмены   | Квалификация | Квалификация | Четвертьфинал        | Четвертьфинал        | Четвертьфинал        | Полуфинал            | Полуфинал            | Полуфинал            | Финал                | Финал                | Итоговое место |
| Соревнование | Спортсмены   | Результат    | Место        | Заезд                | Результат            | Место                | Заезд                | Результат            | Место                | Результат            | Место                | Итоговое место |
| ------------ | ------------ | ------------ | ------------ | -------------------- | -------------------- | -------------------- | -------------------- | -------------------- | -------------------- | -------------------- | -------------------- | -------------- |
| спринт       | Дамир Растич | 3:50,65      | 75           | завершил выступление | завершил выступление | завершил выступление | завершил выступление | завершил выступление | завершил выступление | завершил выступление | завершил выступление | 75             |